# Sociedad por acciones simplificada
La sociedad por acciones simplificada o SAS es un tipo de sociedad mercantil que se ha popularizado en varios países del mundo debido a su flexibilidad y simplicidad en la constitución y gestión. Esta forma societaria se caracteriza por permitir a los empresarios y emprendedores crear empresas con un mínimo de formalidades y requisitos, lo que la hace atractiva para pequeñas y medianas empresas.
La SAS se ha implementado en varios países, incluyendo Argentina, Colombia, Francia, México y Polonia, cada uno con sus propias particularidades y regulaciones. En general, la SAS ofrece ventajas como la limitación de la responsabilidad de los accionistas, la flexibilidad en la estructura de gobierno y la posibilidad de tener un solo accionista.

## Legislación según países

### Argentina
Fueron reguladas por la ley 27.349 del año 2017, permiten la sociedad unipersonal, con libros contables en línea y su constitución en 24 horas de forma telemática. La SAS se constituye de una manera más fácil que una sociedad anónima, puede ser conformada por una o varias personas físicas o jurídicas y la responsabilidad de los socios está limitada a sus acciones. Se puede formar por instrumento público o privado y por medios digitales con firma digital. Normas de Aplicación: En primer lugar, se aplicarán las normas correspondientes a su tipo societario.En segundo lugar, se regirá por lo establecido en la Ley General de Sociedades. En cuanto a la Organización Interna y el Órgano de Administración, estos serán los mismos que poseen las Sociedades de Responsabilidad Limitada. Siguiendo el orden de normativa se aplicará por analogía lo establecido para las Sociedades Anónimas; y supletoriamente lo establecido en el Código Civil y Comercial de la República Argentina.

### Colombia
Sociedad por acciones simplificadas (SAS), En Colombia , esta sociedad es  un tipo de sociedad comercial de capital similar a una sociedad anónima, pero con mayor flexibilidad en su estructura y funcionamiento.
- Forma de constitución: la Sociedad por Acciones Simplificada se constituye por documento privado, que debe inscribirse en el registro de la cámara de comercio del lugar del domicilio principal de la sociedad; Si los aportes se realizan en bienes cuya transferencia requiere de escritura publica, la constitución debe realizarse por esta , por escritura pública , regulada artículo 5 de la ley 1258 de 2008.
- Pago del capital social: el pago se hace en las condiciones , proporciones y plazos previstos en el contrato social . No obstante ,en ningún caso, el plazo para realizarse el pago puede exceder los 2 años, según el artículo 9 de la ley 1258 de 2008.
- Asociados: debe tener como mínimo a 1 accionista.
- Responsabilidad de asociados: los accionistas responden hasta el monto de sus aportes por las obligaciones de la sociedad.
- Junta directiva y revisora se puede contar con una junta directiva si lo establecen los estatutos. Debe tener revisor fiscal si cuenta con activos brutos iguales o superiores a 5000 SMLMV; o con ingresos brutos iguales o superiores a 3000 SMLMV.

- Control de legalidad de las cámaras de comercio las cámaras de Comercio realizarán la verificación de los requisitos que exige la ley para la Constitución de la sociedad artículo 5.
- Si falta alguno de estos requisitos se abstendrán de inscribir el documento de constitución artículo 6.

- Características del registro y la aceptación el registro es constitutivo , por ende :
- una vez inscrita, forma una persona distinta de los socios.
- Mientras no se inscriba, si es pluripersonal, funciona como sociedad de hecho y si es unipersonal, el accionista responde personalmente por las obligaciones contraídas.
- Efectuado el registro en debida forma no podrá impugnarse el contrato

La existencia de la SAS y las cláusulas estatutarias se probarán con certificación de la cámara de Comercio.
1. Normas aplicables: en lo previsto en la ley 1258, la sociedad por acciones simplificadas se regirá por:
2. Los estatutos
3. Las normas de la sociedad anónima
4. Las disposiciones generales de la sociedades (código de Comercio)

- Disolución y liquidación

La S.A.S. se disuelve por las siguientes causas:
1. Vencimiento del término previsto en los estatutos, si no se ha prorrogado oportunamente.
2. Imposibilidad de desarrollar las actividades del objeto social.
3. Iniciación del trámite de liquidación judicial.
4. Causales previstas en los estatutos.
5. Voluntad de los accionistas, adoptada en la asamblea o por decisión del accionista único.
6. Orden de autoridad competente.

- Nulidad del contrato social: La nulidad del contrato de una S.A.S. puede declararse si se omiten requisitos esenciales para su constitución o si el objeto social es ilícito. Esta nulidad puede ser absoluta o relativa, dependiendo de la gravedad de la infracción. Una vez inscrita en el Registro Mercantil, la sociedad adquiere personería jurídica, y su contrato no puede ser impugnado por terceros, salvo en los casos expresamente señalados por la ley.

### Francia
Existen desde el año 1994, con varias reformas. Siendo una forma muy utilizada.

### México
Existen desde el año 2016 y su constitución es gratuita y en línea.

### Polonia
La "Prosta Spółka Akcyjna" (PSA) es una forma jurídica de empresa creada el 1 de julio de 2021. Esta figura empresarial representa una versión simplificada de la tradicional sociedad anónima, pensada principalmente para emprendedores y nuevas empresas, como startups. La PSA se regula bajo la legislación del Código de Sociedades Comerciales y tiene como objetivo facilitar la creación y gestión de empresas, reduciendo los requisitos burocráticos y permitiendo una mayor flexibilidad en la estructura de capital. A diferencia de la sociedad anónima clásica, la PSA permite la emisión de acciones sin valor nominal y acepta contribuciones en forma de conocimientos, trabajo y servicios. Además, la PSA se caracteriza por una gestión más sencilla, con la posibilidad de adoptar un modelo de gobierno monista o dualista, y su capital mínimo se reduce a 1 PLN. Esta forma jurídica también facilita el proceso de disolución y liquidación, reduciendo los plazos y trámites necesarios.